# Coleta de domínio
O coleta de domínio, também conhecido como drop catching domain ou domain sniping (em inglês), é a prática de registrar um nome de domínio após o término do registro, imediatamente após sua expiração.

## Contexto
Quando um domínio é registrado pela primeira vez, o cliente geralmente tem a opção de registrar o domínio por um ano ou mais, com a renovação automática como uma opção possível. Embora alguns gerenciadores de domínio muitas vezes façam várias tentativas de notificar um registrante sobre a expiração iminente de um nome de domínio, uma falha por parte do registrante original em fornecer ao administrador do registro de domínios as informações de contato precisas torna possível um lapso de registro não intencional. As práticas também variam e os registradores não são obrigados a notificar os clientes sobre a expiração iminente. A menos que o registrante original possua uma marca comercial ou outro direito legal ao nome, eles geralmente ficam sem qualquer forma de recurso para obter seu nome de domínio de volta. É responsabilidade dos registrantes serem proativos no gerenciamento de seus registros de nomes e serem bons administradores de seus nomes de domínio. Por lei, não há direitos perpétuos sobre nomes de domínio após o vencimento do pagamento das taxas de registro, exceto os direitos de marca comercial garantidos pela legislação ou estatuto.

### Período de carência para resgate (RGP)
O Período de Carência para Resgate é um acréscimo ao Contrato de Credenciamento de Registradores (RAA) da ICANN que permite que um registrante recupere seu nome de domínio por alguns dias após sua expiração. Esse período varia de acordo com o TLD e geralmente é de cerca de 30 a 90 dias. Antes da implementação do RGP pela ICANN, os indivíduos podiam facilmente se apropriar de um domínio para extorquir dinheiro do registrante original em troca do nome de domínio de volta.
Após o período entre a data de expiração do domínio e o início do RGP, o status do domínio muda para "período de resgate" durante o qual o proprietário pode ser obrigado a pagar uma taxa (normalmente em torno de US $100) para reativar e reatar - registre o domínio. O RAA da ICANN exige que os registradores excluam os registros de domínio assim que um segundo aviso for dado e o RGP expirar. No final da fase de "exclusão pendente" de 5 dias, o domínio será removido do banco de dados da ICANN.

### Serviços de coleta de domínio
Para nomes de domínio particularmente populares, muitas vezes há várias partes antecipando a expiração. A competição por nomes de domínio expirados tornou-se, desde então, uma competência dos serviços de coleta de domínio. Esses serviços oferecem a dedicação de seus servidores para proteger um nome de domínio conforme sua disponibilidade, geralmente a um preço de leilão. Indivíduos com seus recursos limitados acham difícil competir com essas empresas de coleta por nomes de domínio altamente desejáveis.
Os registradores de varejo, como GoDaddy ou eNom, retêm nomes para leilão por meio de serviços como TDNAM ou Snapnames por meio de uma prática conhecida como armazenamento de domínio. Os serviços de coleta de domínio são realizados tanto por registradores credenciados pela ICANN quanto por registradores não credenciados.

### Futuro dos domínios / opções de domínio ou pedidos pendentes
Alguns operadores de registro (por exemplo dot-РФ, dot-PL, dot-RU, dot-ST, dot-TM, dot-NO) oferecem um serviço pelo qual um pedido pendente (também conhecido como "futuro de domínio" ou "opção de domínio") pode ser colocado em um nome de domínio.
Se um nome de domínio deve retornar ao mercado aberto, o proprietário do pedido pendente terá a primeira oportunidade de adquirir o nome de domínio antes que o nome seja excluído e esteja aberto a um free-for-all. Dessa forma, as ordens pendentes geralmente têm precedência sobre as coletas de domínio.
Pode haver uma taxa para o pedido em espera em si, muitas vezes apenas um pedido em espera pode ser feito por nome de domínio e uma outra compra ou taxa de renovação pode ser aplicável se o pedido em espera for bem-sucedido.
Os pedidos pendentes normalmente expiram da mesma forma que os nomes de domínio, portanto, são adquiridos por um número específico de anos.
Operadores diferentes têm regras diferentes. Em alguns casos, os pedidos pendentes só podem ser colocados em determinados momentos, por exemplo, depois que o nome de domínio tiver expirado, mas antes de ter retornado ao mercado aberto (consulte Período de carência para resgate).
No mercado de commodities, uma ordem em atraso é muitas vezes mais como uma "opção" do que um "futuro", pois muitas vezes não há obrigação de o novo registrante receber o nome, mesmo depois de ter sido entregue ao proprietário da parte de trás -pedido. Por exemplo, alguns registros dão ao novo registrante 30 dias para comprar uma renovação do nome antes que ele seja novamente devolvido ao mercado aberto (ou a qualquer novo registrante de pedidos pendentes).